# Norethynodrel
Norethynodrel ist eine chemische Verbindung aus der Gruppe der 19-Nortestosteron-Analoga. Es ist ein synthetisches Progestin-Hormon, das mit Progesteronrezeptoren interagiert und so die Produktion anderer Hormone unterdrückt.

## Geschichte
Norethynodrel wurde von Frank B. Colton bei Searle entwickelt und im November 1955 patentiert. Es war die erste Verbindung die zur Empfängnisverhütung eingesetzt wurde. Die klinische Erprobung begann 1954 und erste Ergebnisse wurden im Oktober 1955 veröffentlicht. Im Jahre 1957 wurde die Verbindung unter dem Namen Enovid von der amerikanischen Behörde FDA als Medikament zur Behandlung von Menstruationsbeschwerden zugelassen. Am 11. Mai 1960 erfolgte dann die Zulassung der FDA von Norethynodrel in Kombination mit Mestranol als Empfängnisverhütungsmittel.
Die Substanz unterscheidet sich durch die Position der Doppelbindung vom strukturell verwandten Norethisteron, das ebenfalls in den 1950er Jahren entwickelt wurde und in Deutschland als Primolut-N und 1961 als Kombinationspräparat zur Empfängnisverhütung unter dem Namen Anovlar auf den Markt kam.

## Gewinnung und Darstellung
Norethynodrel kann durch eine mehrstufige Reaktion ausgehend von Estronmethylether gewonnen werden.

## Eigenschaften
Norethynodrel ist ein Prodrug und wandelt sich nach Einnahme in das Gestagen Norethisteron und zu einem kleinen Teil in Ethinylestradiol um.

## Verwendung
Norethynodrel ist in Kombination mit Mestranol zur Empfängnisverhütung angezeigt.

## Regulierung
Über den Safe Drinking Water and Toxic Enforcement Act of 1986 besteht in Kalifornien seit dem 27. Februar 2001 eine Kennzeichnungspflicht für Produkte, die Norethynodrel enthalten.

## Handelsnamen
Enovid (USA, a.H.)